# Nemapogon agenjoi
Nemapogon agenjoi är en fjärilsart som beskrevs av Petersen 1959. Nemapogon agenjoi ingår i släktet Nemapogon och familjen äkta malar. Inga underarter finns listade i Catalogue of Life.